# 1973 Голяма награда на Белгия
1973 Голяма награда на Белгия е 20-ото състезание за Голямата награда на Белгия и пети кръг от сезон 1973 във Формула 1, провежда се на 20 май 1973 година на пистата Золдер близо до Хьосден-Золдер, Белгия.

## Репортаж
След като пропуска предишното състезание в Испания, заради ангажиментите си във Формула 2, Жан-Пиер Жарие се завръща в отбора на Марч. Текно заедно с новозеландеца Крис Еймън се завръщат след четири пропуснати кръга. Ферари решава да участват само с Джаки Икс, както и в Монжуик. По списък е и отборът на Инсайн, но болидът им не е готов навреме. Брабам са отново с трети участник в лицето на Андреа де Адамич зад волана на BT37.

### Квалификация
Трасето трябвало да бъде преасфалтирано седмица преди уикенда, след като Джеки Стюарт, Емерсон Фитипалди и Франсоа Север го инспектират. След само час от петъчната сесия, новоасфалтираното трасе отново поддава. В отговор пилотите обявяват, че ще бойкотират състезанието, като дори някои искат то да се премести в Нивел. Икс, който не е член на организацията на Гран При пилотите излиза сам на трасето, докато останалите спорят. Скоро Нани Гали от Исо Марлборо, който се появява по-късно, също излиза на трасето, а след споразумение и останалите състезатели излизат.
Преасфалтираното трасе е хлъзгаво, въпреки че не поддава заради силния вятър, който издухва пясък от намиращите се около трасето дюни. Това е повод и за инциденти и завъртания от страна на пилотите. Въпреки това Рони Петерсон постига поредната си пол-позиция, побеждавайки с повече от половин секунда от времето на Дени Хълм с Макларън. Стратегията на Икс е отплатена с трето място на стартовата решетка пред Тирел-а на Север, а БРМ-а на Жан-Пиер Белтоаз се класира пред втория Тирел на Стюарт. Карлос Ройтеман и Карлос Паче се нареждат на четвърта редица пред Фитипалди и Питър Ревсън. Текно-то на Еймън се добира до 15-а позиция, докато бяло-червения Шадоу на Греъм Хил се класира на последната 23-та позиция.

### Състезание
Хаос се образува преди старта, относно коя стартова решетка да бъде използвана, след като системата от 3-2-3-2 е първоначално планирана вместо модерния вариант от 2-2-2-2. Това не са и единствените проблеми, след като организаторите са коригирали времената на пилотите, записани от квалификацията. Въпреки това състезанието е отменено само 13 минути. Петерсон отново прави добър старт, както е и в Монжуик, но по-добър е този на Север, който се добира до второто място. След само обиколка и половина Север повежда колоната от Петерсон.
Французинът започва бързо да прави разлика пред останалите, докато Хълм е първият посетил боксовете, след като дроселовите плъзгачи са замърсени от пясък след завъртане на новозеландеца. Скоро асфалтът отново се пропуква на няколко места, докато прахът и пясъкът, образували се около пистата, правят изпреварванията трудни. Майк Хейлууд става първата жертва от замърсеното трасе, след като се завърта на завоя Терлаемен в 5-ата обиколка. Механични проблеми принуждават и Гали и Хоудън Гънли да спрат в бокса на Уилямс, докато състезанието на Икс приключва със счупване на горивната помпа в шестата обиколка.
Джаки Оливър е следващият, който е сполетян от проблеми, след като и той загубва контрол на Терлаемен, забивайки се в паркирания Съртис на Хейлууд. Скоро го последва и съотборникът му Джордж Фолмър три обиколки по-късно, паркирайки болида си, след като един от дроселите е замърсен, а Майк Бютлър оцелява след проблем в частния Марч и се връща на трасето последен. В 14-ата обиколка отпада Ройтеман от трета позиция, след като предавателният лост се чупи в неговия Косуърт, давайки позицията на Емерсон Фитипалди. Гънли е следващият, който излита от трасето в 16-ата обиколка. Преднината на Север продължава да се увеличава, като играеща роля е проблем със спирачките на Петерсон и след три обиколки двойката Фитипалди/Стюарт изпреварва шведа. Скоро битката между двамата е за лидерството, след като Север губи точката на спиране в Болдербург в 20-ата обиколка. Франсоа се връща на трасето чак на осма позиция.
Емерсон повежда само пет обиколки, след като Стюарт изпреварва Лотус-а (който страда от проблем в налягането на маслото) шест обиколки по-късно. Проблемите на Петерсон продължават след като Ревсън го изпреварва, а също и Север. Грешка на американеца връчва позицията на французина, докато Лотус-а на Рони е изпреварен и от Паче, преди и той да загуби контрол в 43-тата обиколка, паркирайки до болида на вече отпадналия Ревсън. Скоро Север оставя зад себе си и Фитипалди за втора позиция, след което Тирел-ите повеждат със собствено темпо. Паче продължава към боксовете, след като проблем в една от задните гуми поврежда и задното крило по време на завъртането. Ники Лауда взима четвъртата позиция пред де Адамич, Еймън и Хълм. Последните отпаднали са Бютлър, Жарие и Клей Регацони с едно и също отпадане повлияно от прашните части на трасето. При случая със заводския Марч, Жарие удря паркирания Макларън на Ревсън, нанасяйки повреди и на двата болида.
Стюарт пресича финала за своята втора победа за сезона, както и втора двойна победа за Тирел, благодарение на второто място на Север, постигайки и най-бързата обиколка. Емерсон завършва на почти обиколка зад сините болиди, а де Адамич успява в последната обиколка да изпревари БРМ-а на австриеца, след като Лауда влиза в бокса за презареждане с гориво. Текно, благодарение на Еймън, постига първите си точки, въпреки проблемите по кокпита, които притесняват новозеландеца. Хълм след ранния си стоп завършва седми пред Паче и Хил, докато Жан-Пиер Белтоаз остава доста назад, за да бъде класиран, след неуспешни опити с оправянето на електрото на неговия БРМ.

## Класиране
| Поз | No | Пилот             | Конструктор      | Обиколки | Време/Отпадане | Място | Точки |
| --- | -- | ----------------- | ---------------- | -------- | -------------- | ----- | ----- |
| 1   | 5  | Джеки Стюърт      | Тирел-Форд       | 70       | 1:42:13.43     | 6     | 9     |
| 2   | 6  | Франсоа Север     | Тирел-Форд       | 70       | + 31.84        | 4     | 6     |
| 3   | 1  | Емерсон Фитипалди | Лотус-Форд       | 70       | + 2:02.79      | 9     | 4     |
| 4   | 9  | Андреа де Адамич  | Брабам-Форд      | 69       | + 1 Об.        | 18    | 3     |
| 5   | 21 | Ники Лауда        | БРМ              | 69       | + 1 Об.        | 14    | 2     |
| 6   | 22 | Крис Еймън        | Текно            | 67       | + 3 Об.        | 15    | 1     |
| 7   | 7  | Дени Хълм         | Макларън-Форд    | 67       | + 3 Об.        | 2     |       |
| 8   | 24 | Карлос Паче       | Съртис-Форд      | 66       | + 4 Об.        | 8     |       |
| 9   | 12 | Греъм Хил         | Шадоу-Форд       | 65       | + 5 Об.        | 23    |       |
| 10  | 19 | Клей Регацони     | БРМ              | 63       | Инцидент       | 12    |       |
| 11  | 15 | Майк Бютлър       | Марч-Форд        | 63       | Инцидент       | 20    |       |
| Отп | 14 | Жан-Пиер Жарие    | Марч-Форд        | 60       | Инцидент       | 16    |       |
| НКл | 20 | Жан-Пиер Белтоаз  | БРМ              | 56       | Не е класиран  | 5     |       |
| Отп | 11 | Уилсън Фитипалди  | Брабам-Форд      | 46       | Двигател       | 19    |       |
| Отп | 2  | Рони Петерсон     | Лотус-Форд       | 42       | Инцидент       | 1     |       |
| Отп | 8  | Питър Ревсън      | Макларън-Форд    | 33       | Инцидент       | 10    |       |
| Отп | 25 | Хоудън Гънли      | Исо Малборо-Форд | 16       | Инцидент       | 21    |       |
| Отп | 10 | Карлос Ройтеман   | Брабам-Форд      | 14       | Двигател       | 7     |       |
| Отп | 16 | Джордж Фолмър     | Шадоу-Форд       | 13       | Дросел         | 11    |       |
| Отп | 17 | Джаки Оливър      | Шадоу-Форд       | 11       | Инцидент       | 22    |       |
| Отп | 3  | Джеки Икс         | Ферари           | 6        | Маслена помпа  | 3     |       |
| Отп | 26 | Нани Гали         | Исо Малборо-Форд | 6        | Двигател       | 17    |       |
| Отп | 23 | Майк Хейлууд      | Съртис-Форд      | 4        | Инцидент       | 13    |       |

## Класиране след състезанието
| Поз | Пилот             | Точки |
| --- | ----------------- | ----- |
| 1   | Емерсон Фитипалди | 35    |
| 2   | Джеки Стюърт      | 28    |
| 3   | Франсоа Север     | 18    |
| 4   | Питър Ревсън      | 9     |
| 5   | Дени Хълм         | 9     |
| 6   | Артуро Мерцарио   | 6     |
| 7   | Джордж Фолмър     | 5     |
| 8   | Джаки Икс         | 5     |

| Поз | Конструктор   | Точки |
| --- | ------------- | ----- |
| 1   | Тирел-Форд    | 36    |
| 2   | Лотус-Форд    | 35    |
| 3   | Макларън-Форд | 15    |
| 4   | Ферари        | 9     |
| 5   | Шадоу-Форд    | 5     |
| 6   | БРМ           | 5     |
| 7   | Брабам-Форд   | 4     |
| 8   | Текно         | 1     |